# 安部正一
安部 正一（あべ しょういち、1940年9月20日 - 2018年5月4日）は、日本の経営者。住友倉庫社長、会長を務めた。

## 来歴・人物
兵庫県出身。1963年に京都大学法学部を卒業し、同年に住友倉庫に入社した。1994年6月に取締役に就任し、1997年6月に常務を経て、2000年6月には社長に就任。2015年6月に会長に就任。。
2005年4月に藍綬褒章を受章。
2018年5月4日、心不全のために死去。77歳没。